# Malus sieversii

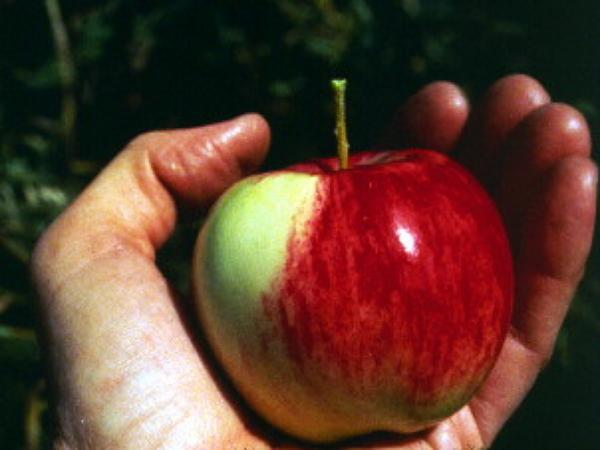
Vrucht

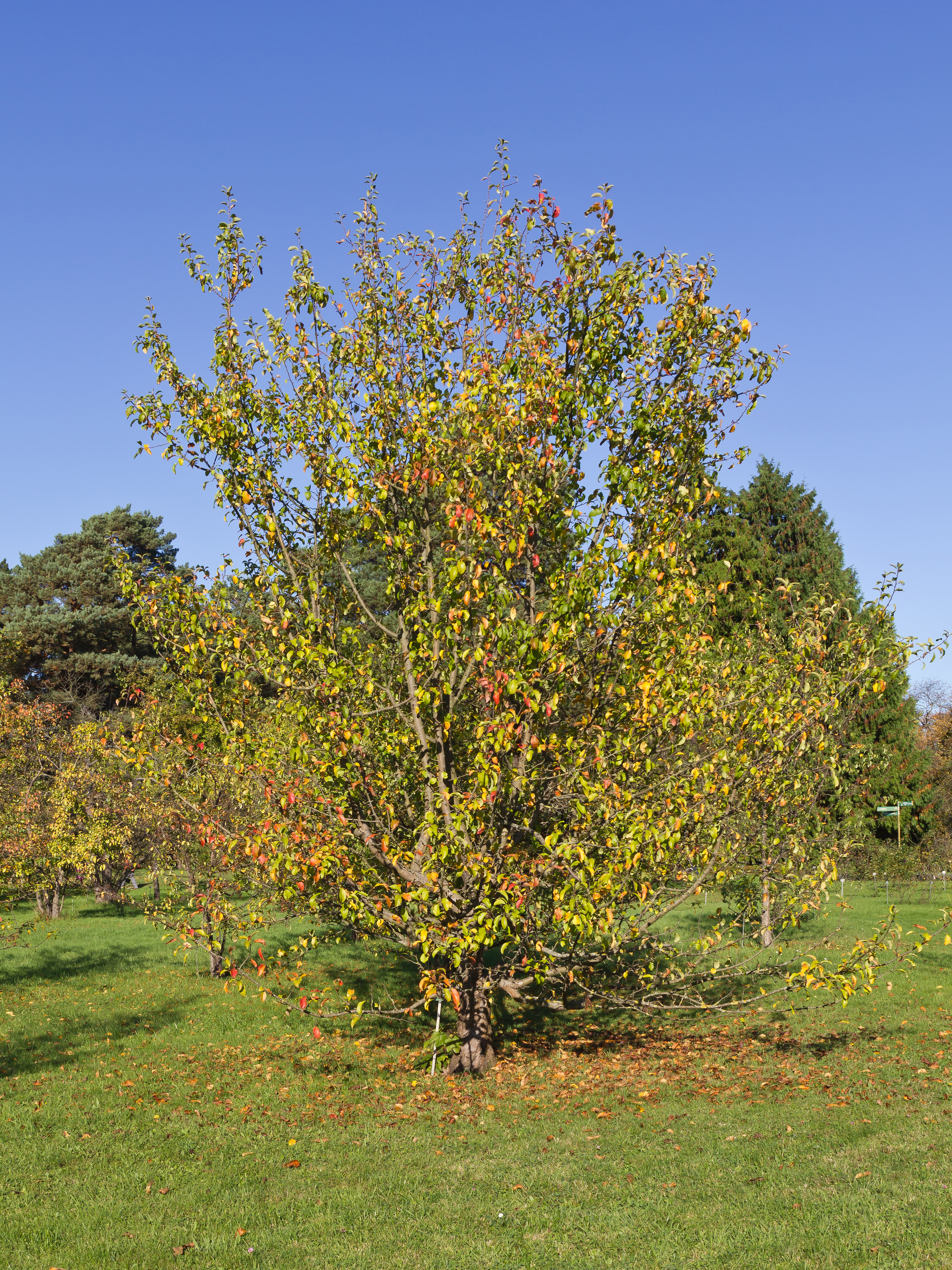
Groeivorm

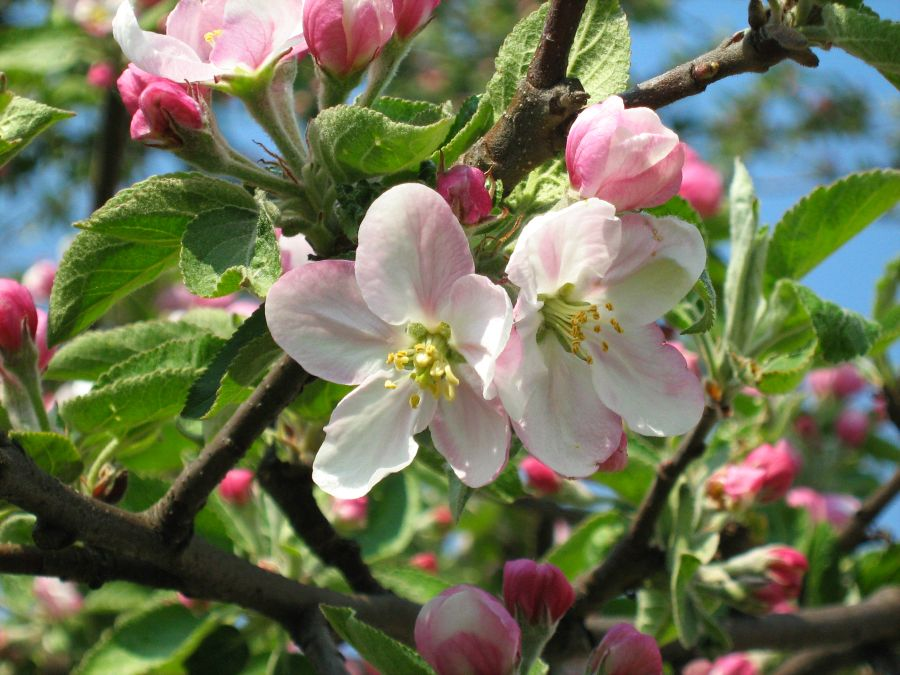
Bloesem

Malus sieversii of Aziatische wilde appel is een boom uit de rozenfamilie, die als stamvader van de algemene cultuurappel gezien wordt. 

## Beschrijving
Malus sieversii groeit typisch in boomvorm en kan een hoogte van 5-30 meter bereiken. Er zijn exemplaren gevonden van meer dan 300 jaar oud en met een omvang van de stam van meer dan twee meter. Uiterlijk zijn er weinig verschillen met de eetappel (Malus domestica). Van de wilde appelsoorten zijn de appels van de malus sieversii de grootste, met een doorsnee van tot zeven centimeter. Er bestaat een grote variatie in smaak, van zuur tot zoet. In het Tiensjan-gebergte worden appels met een zeer aangename smaak gevonden.
Het aantal chromosomen bedraagt 2n = 34.

## Verspreiding
In de natuur komt de appelsoort voor in een groot gebied, dat het zuiden van Kazachstan, Kirgizië, Tadzjikistan en het westen van de Chinese provincie Xinjiang omvat. Gedeeltelijk bestaan er grote appelboombossen, zoals in de Dzjoengaarse Alataoe op een hoogte van 1500 tot 2200 meter.

## Bescherming
De IUCN heeft de appelsoort in de categorie 'bedreigd' ingedeeld, wat betekent dat uitsterven in de nabije toekomst goed mogelijk is. De oorzaak is het ongecontroleerde kappen van de bossen. In de laatste 30 jaar zou meer dan 70% van de natuurlijke bestanden teloorgegaan zijn.

## Biologische indeling
De Duitse natuuronderzoeker Carl Friedrich von Ledebour beschreef de soort in 1833 die hij in het Altai-gebergte vond, als eerste, en gaf hem de naam Pyrus sieversii.
In de 21e eeuw werd door DNA-analyse de oorsprong van de eetappel opgeklaard. De oorspronkelijke theorie, dat deze een kruisingsproduct van de Europese wilde appel (Malus sylvestris) zou zijn, bleek niet te handhaven. Daarentegen bleek Malus sieversii de meeste overeenstemming te hebben, zodat de Aziatische wilde soorten als de waarschijnlijke voorouder van de cultuurappel gezien worden.

## Genetische variatie
Daardoor, dat de Malus sieversii een wilde vorm is, is een grote genetische verscheidenheid bewaard gebleven. De hedendaagse eetappelrassen hebben door de eeuwenlange selectie als "bottleneck-fenomeen" naar schatting niet meer dan 15-20% van deze genetische variatie behouden.

### Resistentie tegen ziektes
Bacterievuur is een ziekte die veel appelbomen besmet en grote economische schade berokkent. Bij enkele exemplaren van Malus sieversii werd een verrassend hoge resistentie hiertegen vastgesteld. Ook tegen de belangrijkste veroorzaker van vruchtrot, de Penicillinium expansum, bezitten sommige stammen van Malus sieversii een duidelijke resistentie. Deze voor de fruitteelt belangrijke eigenschappen worden in de Verenigde Staten en Frankrijk gebruikt om voor de commerciële fruitteelt bruikbare hybrides te kweken.